# Amerigoniscus gipsocolus
Amerigoniscus gipsocolus är en kräftdjursart som först beskrevs av Albert Vandel 1965.  Amerigoniscus gipsocolus ingår i släktet Amerigoniscus och familjen Trichoniscidae. Inga underarter finns listade i Catalogue of Life.